# سید علی طباطبایی (صاحب ریاض)
سید علی طباطبایی، (۱۱۶۱–۱۲۳۱ ه‍ ق) معروف به صاحب ریاض فقیه اصولی و محدث بزرگ سدهٔ سیزدهم قمری است.
از استادان او می‌توان به وحید بهبهانی (دایی و پدر همسرش)، محمد علی بهبهانی (فرزند وحید) و یوسف بحرانی (صاحب حدائق) اشاره کرد.

## نسب
از سادات طباطبایی است که نَسَبِ ایشان به ابراهیم طباطبا پسر اسماعیل دیباج  پسر ابراهیم غمر  پسر حسن مثنی  پسر حسن مجتبی می‌رسد. 

## زندگی
سید علی طباطبایی در ربیع الاول ۱۱۶۱ ق. (۱۱۲۷ خورشیدی) در شهر کاظمین دیده به جهان گشود
وی فرزند محمدعلی، فرزند ابوالمعالی صغیر، و او فرزند ابوالمعالی کبیر، و از تبار سادات حسینی، معروف به طباطبایی می‌باشد که در قرن دوازدهم هجری قمری از اصفهان به کربلا آمد و همان‌جا ماندگار شدند. وحید بهبهانی دایی سید علی طباطبایی و سید محمد مجاهد فرزندش می‌باشد.